# Jan Petrasz
Jan Petrasz (ur. 3 marca 1871 w Bolesławiu, zm. 1958 w Argentynie) – polski duchowny baptystyczny, pierwszy prezes Związku Zborów Słowiańskich Baptystów w Polsce.

## Życiorys
Urodził się w rodzinie pasterza. Kształcił się w szkole niemieckiej na Ukrainie. W wieku 22 lat wstąpił do zakonu franciszkanów, z którego został usunięty. W Stanisławowie zajmował się werbunkiem robotników do budowy dróg. Wyjechał na Węgry, gdzie związał się z ruchem baptystycznym. Ukończył studia w baptystycznym seminarium teologicznym w Hamburgu, po czym w 1908 został ordynowany na kaznodzieję polskojęzycznego przy niemieckim zborze baptystycznym w Poznaniu. Jest uznawany za pierwszego polskiego duchownego baptystycznego. Pełnił posługę religijną na Górnym Śląsku, w powiecie stanisławowskim i we Lwowie. W latach 1921–1923 pełnił funkcję prezesa nowo utworzonego Związku Zborów Słowiańskich Baptystów w Polsce. W 1928 wyemigrował na stałe do Argentyny, gdzie też zmarł.